# Kendrapara
Kendrapara là một thành phố và khu đô thị của quận Kendrapara thuộc bang Orissa, Ấn Độ.

## Nhân khẩu
Theo điều tra dân số năm 2001 của Ấn Độ, Kendrapara có dân số 41.404 người. Phái nam chiếm 52% tổng số dân và phái nữ chiếm 48%. Kendrapara có tỷ lệ 74% biết đọc biết viết, cao hơn tỷ lệ trung bình toàn quốc là 59,5%: tỷ lệ cho phái nam là 80%, và tỷ lệ cho phái nữ là 68%. Tại Kendrapara, 12% dân số nhỏ hơn 6 tuổi.